# Edward Morgan Forster
Edward Morgan Forster (Londres, 1 de gener de 1879 - Coventry, 7 de juny de 1970) fou un escriptor anglès, considerat una de les figures cabdals de la literatura britànica, si bé, fou un autor amb poques publicacions.

## Vida
Fill de l'arquitecte Edward Morgan Llewelyn Forster i d'Alice Clara "Lily" Whichelo (Clapham, Surrey, 1855 – 1945), anava a ser anomenat Henry, però li posaren Edward per error. Durant la seua infància va viure a Rooksnest, una casa de Herfordshire, prop de Stevenage. Son pare, arquitecte, morí un any i mig després del seu naixement.

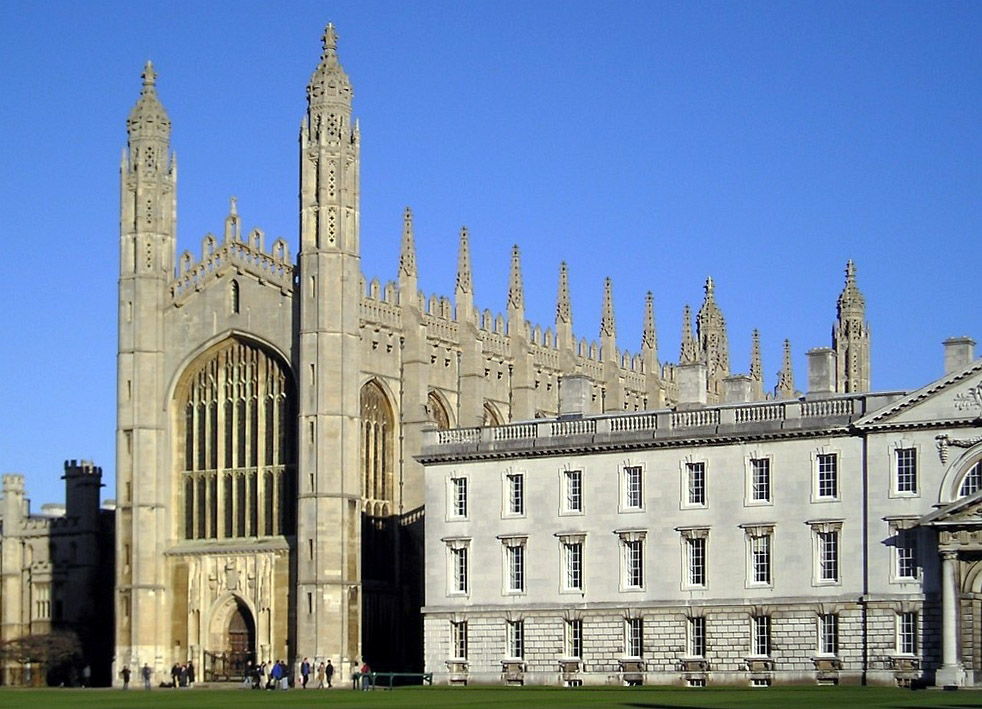
King's College, Cambridge

Va estudiar primerament en el Col·legi Tonbridge, a Kent, i més tard ingressà al King's College, Cambridge, on va estudiar literatura clàssica i història. Allí va formar part del grup els Apòstols, molts integrants del qual arribaren a formar part del Grup de Bloomsbury. Gràcies a haver sigut membre de Els Apòstols, també conegut com a Cambridge Conversazione Society, va conèixer personatges com John Maynard Keynes, Lytton Strachey i Virginia Woolf.
Va viure un temps a Itàlia i quan va tornar a Anglaterra, s'entregà exclusivament a l'escriptura. Entaulà amistat amb el professor universitari i humanista G. L. Dickinson, amb el qual visità, el 1914, Egipte, Alemanya i l'Índia. En finalitzar els seus estudis universitaris, viatjà per tot Europa amb la seva mare i va viure amb ella a Weybridge i Abinger Hammer a Surrey fins que morí, el 1945. Els nombrosos viatges que va fer a Àustria, Grècia o Itàlia, li van inspirar moltes de les seves obres. La seua primera novel·la, On els àngels no s'aventuren fou publicada quan tenia 26 anys, l'any 1905.
Mentre treballava per a la Creu Roja a Egipte els anys 1916-17, va conèixer Ramleh un jove egipci de 17 anys, anomenat Mohamed el-Adl. En aquest país arribà a conèixer el poeta Konstandinos Kavafis. Després d'una segona estada a l'Índia es publicà una de les obres més conegudes de l'autor anglès, Passatge a l'Índia, en la qual analitza el conflicte entre les cultures occidentals i índies.
Després de la Primera Guerra Mundial (1914-18), va dirigir durant un temps el periòdic laborista Daily Herald. Participà en les protestes contra la censura d'una novel·la lèsbica titulada El pou de la solitud, de Radclyffe Hall.
Durant els anys 1930-40 es va fer molt famós gràcies a les seues intervencions en la ràdio BBC i fou nomenat president de British Humanist Association. A principi d'aquests anys, Forster tingué una feliç relació amb un policia anomenat Bob Buckingham.
Forster realitzà un tercer viatge a l'Índia i diversos a Amèrica, i durant els seus últims anys va seguir escrivint en revistes i periòdics.

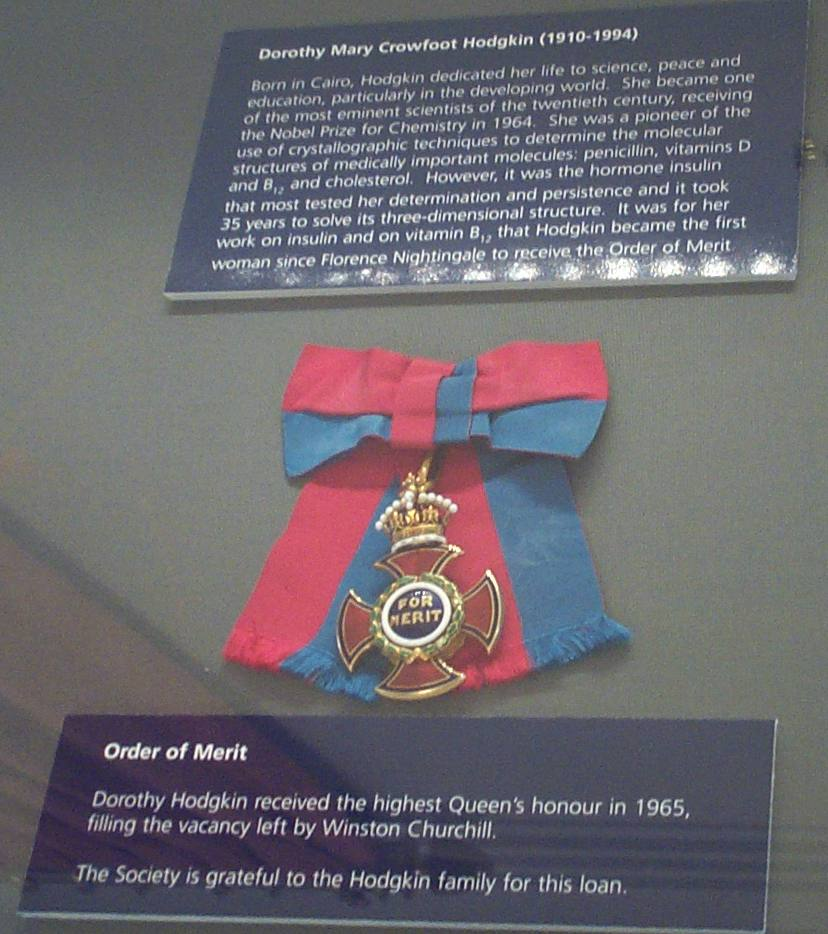
Medalla del Order of Merit exposada en el Royal Society, Londres.

El van nomenar membre honorari del King's College de la Universitat de Cambridge, on visqué del 1946 fins a la seva mort, el 1970, a casa dels Buckingham tal com desitjava.
En vida, Forster va rebre diversos premis: el Femina, el Premi James Tait Black Memorial de ficció, The Order of the Merit i fins i tot li donaren The Order of Companions of Honour per la reina Elisabet II del Regne Unit.

## Temes centrals de la seua obra
Les barreres socials que hi ha hagut sempre, primer tema central, són causa de les temptatives que fan els personatges principals de Forster perquè es puguin comprendre els uns als altres. En les seues dues obres més conegudes, Passatge a l'Índia i Howard's End, medita sobre la pràcticament impossible reconciliació entre les classes socials. Les seues idees humanistes les desenvolupa en l'assaig What I Believe.
La sexualitat és un altre tema clau de l'autor. L'exemple més clar és Maurice, un llibre que no fou publicat fins després de la seua mort perquè tractava l'homosexualitat. Amb aquesta obra, Forster mostrava la possibilitat de poder eliminar la diferència de classes a través d'una relació homosexual. Es pot afirmar que els escrits de Forster van fer una evolució de l'amor heterosexual a l'amor homosexual. La col·lecció de contes The life to come també fou publicada un poc després de la seua mort per la mateixa causa que Maurice.

## Obra

### Novel·les
En vida, Forster va veure publicades 5 de les seues 7 novel·les. Maurice, encara que va ser acabada el 1914, fou publicada el 1971, un any després de la mort de l'escriptor. La setena i última és Arctic Summer, la qual està inacabada.
- Where Angels Fear to Tread (On els àngels no s'aventuren), 1905
- The longest Journey (El dia més llarg), 1907
- A Room with a View (Una habitació amb vistes), 1908. Traduida com Una habitació amb vistes per Xavier Zambrano, Club Victòria de Viena Edicions, 2021.
- Howard's End, 1910
- A passage to Índia, (Passatge a l'Índia), 1924 Traduït com a Viatge a l'Índia per Jordi Arbonés i Montull, edicions 62, 2002, ISBN 84-297-5058-4
- Maurice, obra pòstuma, escrita el 1913-14 i publicada el 1971.
- Arctic Summer, obra inacabada publicada pòstumament el 2003.

### Contes
- The Celestial Omnibus and other stories, col·lecció de 6 contes publicada el 1911, els títols de la qual són:
  - The story of a Panic
  - The Other Side of the Hedge
  - The Celestial Omnibus
  - Other Kingdom
  - The Curate's Friend
  - The Road from Colonus
- The Eternal Moment and other stories, col·lecció que té també 6 contes i fou publicada el 1928 :
  - The Machine Stops
  - The Point of It
  - Mr. Andrews
  - Co-ordination
  - The Story of the Siren
  - The Eternal Moment
- The Collected Tales of E. M. Forster, publicat el 1947, combina els contes de les dues col·leccions anteriors "The Celestial Omnibus" i "The Eternal Moment".
- The Life to Come and other stories, és una col·lecció pòstuma publicada el 1972, dos anys després de la mort de Forster. Els títols que conté són els següents (excepte el primer, que és una introducció):
  - Introducció d'Oliver Stallybrass.
  - Ansell
  - Albergo Empedocle
  - The Purple Envelope
  - The Helping Hand
  - The Rock
  - The Life to Come
  - Dr. Woolacott
  - Arthur Snatchfold
  - The Obelisk
  - What Does it Mather? A Morality
  - The Classical Annex
  - The Torque
  - The Other Boat
  - Three Courses and a Dessert: Being a New and Gastronomic Version of the Old Game of Consequences. En aquest últim hi ha més d'un autor: The First Course escrit per Christopher Dilke, The Second Course per Forster, The Third Course per Alfred Edgar Coppard i The Dessert, per James Laver.

### Peces de teatre
- England's Pleasant Land, del 1940.

### Assaigs i altres escrits
- The Abinger Pageant, del 1934. Forster escriu un romàntic himne pastoral a la ciutat i evoca nostàlgicament la glòria de l'antiga Anglaterra.
- Abinger Harvest,del 1936. Esta obra és tota una col·lecció d'articles, assaigs, revisions i poemes escrits durant 30 anys, de Forster.
- Two Cheers for Democracy, 1951. Esta és la seua segona col·lecció d'assaigs i articles. Es compon de dues parts, la primera titulada The Second Darkness, vinculada amb la Segona Guerra Mundial i on tracta temes com l'antisemitisme o la censura de l'època. La segona, What I Believe, es divideix en tres seccions titulades Arts in General, The Arts in Action i Places.
- What I Believe and other Essays. What I Believe és, potser, el seu assaig més conegut, en el que plasma els seus pensaments sobre les relacions personals, l'estat, la democràcia l'individualisme.
- Commonplace Book, pòstum, 1987.

### Biografies
- Goldsworthy Lowes Dickinson, publicat l'any 1934, és una biografia sobre aquest historiador anglès, el qual es va fer íntim amic de Forster des que el va conèixer al King's College de Cambridge, del que era professor.
- Marianne Thornton, A Domestic Biography, del 1956, tracta sobre la vida de la seua tia, la qual li donà prou diners per a poder estudiar a Cambridge. Morí a l'edat de 90 anys.

### Relats de viatges
- Alexandria: A History and Guide, 1922. Forster acabà d'escriure esta coneguda guia el mateix any en què va acabar el seu treball per la Creu Roja en Egipte, el 1919. La primera part es compon d'una història d'Alexandria escrita per Forster, des de la fundació de la ciutat per Alexandre el Gran, passant per les invasions i ocupacions que va sofrir (àrab, romana i turca) fins a l'Alexandria cosmopolita del segle xviii.
- Parhos and Pharillon (A Novelist's Sketchbook of Alexandria Through the Ages), 1923. En aquest llibre es reuneixen diversos assaigs que Forster va escriure en Egipte en el mateix període que l'anterior. Fou imprès i publicat per Leonard i Virginia Woolf.
- The Hill of Devi, 1953. Per escriure aquesta obra s'inspirà en els seus viatges que va fer a l'Índia i la seua visita al Maharaja. Conté : Introducció · Cartes de 1912-13 · The State and its Ruler · Cartes de 1921 (Settling In - Birth of a Baby - Scindhia's Visit - The Rains - The Insult - Gokul Ashtami - On Tour - Dassera - Colonel Wilson) · Catàstrofe (The Yuvraj - Pondicherry).

### Llibret d'òpera
- E. M. Forster va crear, amb la col·laboració d'Eric Crozier, un llibret per a l'òpera Billy Budd (ópera) del compositor Benjamin Britten. Es basa en la novel·la d'Herman Melville Billy Budd (novel·la) que acabà d'escriure el 1891. El llibret data de l'any 1951 i en un principi tenia 4 actes, però finalment només es compon de 2, després d'una modificació de Britten. La història es desenvolupa l'any 1717 en un vaixell de guerra britànic anomenat Indòmit, el qual dirigeix el capità Edward Fairfax Vere. Aquesta òpera té la particularitat que ha de ser representada només per homes.

### Crítiques literàries
- Aspects of the novel, del 1927. Per a escriure aquest llibre es basà en les classes que donava a la Universitat de Cambridge. Amb esta obra, Forster ajuda a entendre la novel·la. Per exemple, va dividir els personatges en redons (evolucionen durant la novel·la) i plans (no evolucionen).
- The Feminine Note in Literature, obra pòstuma, publicada l'any 2001. En aquesta obra Forster fa la seua pròpia meditació sobre el paper de la dona en la literatura i si existeixen diferències entre la forma en què escriu una dona i un home.

## Obres de Forster al cinema i a la televisió

### Guió cinematogràfic
- A Diary for Timothy, documental dirigit per Humphrey Jennings el 1945.

### Pel·lícules basades en les seves novel·les
- Retorn a Howards End, portada al cine per James Ivory l'any 1992. Es basa en la novel·la Howards End.
- On els àngels no s'aventuren, portada al cine per Charles Sturridge el 1991. (Where Angels Fear to Tread).
- Una habitació amb vista, de la que el director segueix sent el mateix, James Ivory. Realitzada el 1986 i basada en la novel·la del mateix títol, Una habitació amb vistes (A Room with a View).
- Maurice, també adaptada al cine per Ivory, l'any 1987 i protagonitzada per Hugh Grant. Basada en la novel·la que porta el seu nom, Maurice.
- Passatge a l'Índia, adaptació cinematogràfica del director David Lean l'any 1984. Basada en la novel·la del mateix títol, Passatge a l'Índia (A Passage to India).

### Televisió i curtmetratges
- The Obelisk - TV, Regne Unit - dirigit per Giles Foster l'any 1977. Es basa en el conte que té el mateix títol.
- The Machine Stops - TV, Regne Unit - del director Philip Saville. Data del 1966. El guió ha sigut una adaptació de Kenneth Cavander i Clive Donner.
- Billy Budd - TV, Regne Unit - dirigit per Barrie Gavin i és de l'any 1988. S'utilitzà el libretto de Forster, Billy Budd.
- Plug, curtmetratge de l'any 1998. El seu director és Meher Gourjian i es basa en el conte The Machine Stops'.